# ルーキー酒井
ルーキー酒井（ルーキーさかい）は、石川県出身のパチスロライター。本名は酒井達弘（さかい たつひろ）。元パチスロ必勝ガイド副編集長、元激爆パチスロ王編集長、元必勝パチスロ虎の巻（虎の巻SP）編集長。

## 経歴
石川県から上京後、当初はパチンコ必勝ガイドの対決コーナーに読者代表として登場していたが、その後アルバイトとして編集部に入社。末井がパチスロ必勝ガイドを創刊した際、編集部の中で酒井以外にパチスロに詳しい人間がいなかったことからパチスロ必勝ガイドの所属となり、副編集長に就任。ペンネームは本名の酒井に期待の新人の意味を込めたルーキーを組み合わせたもので、名付け親は末井昭である。
パチスロ必勝ガイド副編集長として現在もパチスロ必勝ガイドの名物企画である『91時間バトル』を企画立案、成立した小役を虫に見立て、根こそぎ退治（回収）するという意味を持つ『DDT打法』を命名（詳しくは小役回収打法を参照）するなど辣腕を振るう一方、ライターの発掘にも力を入れた。ガル憎、ドラゴン広石などの有名ライターは酒井が在籍中にスカウトし白夜書房に入社している。特にガル憎に関しては、一読者であったガル憎の読者投稿を気に入った酒井がハガキを元に本人を特定、職場に沖ヒカル（当時はグレハニスト内池）を派遣し編集部まで連れて来させるほどの熱の入れようであった。その沖ヒカルもまた、酒井から薫陶を受けた一人であり、酒井が白夜書房退社時に末井からの慰留に対して、自身の後任として沖を推挙している。
1996年、自身の編集プロダクションを設立し『激爆パチスロ王』（立風書房）創刊。かつてパチスロ必勝ガイドのスタッフであったシモデッチ下出、どばどば浩二らも合流し、古巣で培ったノウハウと企画力で人気を博した。1999年末、『必勝パチスロ虎の巻』創刊のため編集プロダクションごと離脱。
2000年、『必勝パチスロ虎の巻』（マガジン・マガジン）創刊。創刊初期から月2回刊行（虎の巻･虎の巻SP）体制で、既に同体制を敷いていた大手攻略誌と競合。しかし、多数の制作スタッフによる（古巣である）立風書房との二重契約問題が起因となりスタッフの大量離脱へと発展。そのため、虎の巻SPの休刊（事実上、月刊誌への軌道修正）を余儀なくされた事で、とりわけ速報性の面で遅れをとるようになり、競合から脱落。2008年6月号（4月29日発売）をもって休刊となった。
必勝パチスロ虎の巻休刊後、酒井はCSのパチスロ番組に出演したり、自ら番組を企画するようになる。2009年にはフジテレビと『回胴式遊技機。〜勝利するメダリスト〜』の企画に携わる。番組はフジテレビCS放送フジテレビNEXTで放送され、酒井自身も番組の最終回に出演した。
また2013年に開催された第1回日本回胴王決定戦においては予選の筆記問題を作成するなど幅広い活躍を行っている。